# Västersjöarna (Knäreds socken, Halland, 627324-134664)
Västersjöarna är en sjö i Laholms kommun i Halland och ingår i Lagans huvudavrinningsområde.